# Buddy DeFranco
Bonifacio Ferdinand Leonard "Buddy" DeFranco (Camden, Nueva Jersey, 17 de febrero de 1923 − Panama City, Florida, 24 de diciembre de 2014) fue un clarinetista de jazz estadounidense.

## Biografía
De origen italiano, comenzó a tocar el clarinete en 1935 con sólo 12 años para ayudar a su padre ciego a mantener a su familia muy pobre que vivía en el sur de Filadelfia. A los 16 años ya era un músico que giraba a través de los Estados Unidos con varias bandas. Su carrera se desarrolló en lo que se considera la época dorada del swing jazz y las big bands, que tenía como principales clarinetistas a Artie Shaw, Benny Goodman y Woody Herman. 
Pero él fue el primero en dedicarse con su instrumento al bebop y a la música de Charlie Parker, y con Tony Scott se convirtió en uno de los pocos clarinetistas en ese tipo de la historia del jazz. También fue el primero en utilizar el clarinete bajo en el jazz con resultados extraordinarios. 
Entre sus colaboraciones más importantes se encuentran las que tocó con Count Basie, Sonny Clark y Tal Farlow. De 1966 a 1974 fue líder de la orquesta de Glenn Miller. También tocó con George Shearing, Gene Krupa, Charlie Barnet, Art Tatum, Oscar Peterson, Terry Gibbs, Art Blakey, Tommy Gumina y muchos otros. 
Se le dedicó una hermosa biografía en el libro: Una vida en la edad de oro del Jazz. También fue organizador del festival de jazz para jóvenes talentos Buddy DeFranco Jazz Fest y en 1996 como maestro y profesor publicó su versión del método Hanon para el aprendizaje de clarinete de jazz. Junto con su amigo de Tony Scott es considerado el más grande de todos clarinetista de jazz de su  tiempo.

## Discografía
- Mr. Clarinet (como Buddy DeFranco Quartet) con Art Blakey, Milt Hinton, Kenny Drew, 1953
- Cooking the Blues con Sonny Clark, Tal Farlow, Gene Wright, Bobby White, 1954
- Sweet and Lovely con Sonny Clark, Tal Farlow, Gene Wright, Bobby White, 1954
- Generalissimo con Harry "Sweets" Edison, Bob Hardaway, Jimmy Rowles, Barney Kessel, Curtis Counce, Alvin Stoller, 1958
- Cross Country Suite Nelson Riddle (Dot Records DLP-9006) (1958)
- Live Date! con Herbie Mann, Bob Hardaway, Victor Feldman, Pete Jolly, Barney Kessel, Scott LaFaro, Frank DeVito, 1958
- Blues Bag con Victor Feldman, Curtis Fuller, Lee Morgan, Art Blakey, Freddie Hill, Victor Sproles, 1964
- Do You Want To Dance con The World Famous Glenn Miller Orchestra, Dirigido por Buddy DeFranco, 1969
- Free Fall con Victor Feldman, John Chiodini, Joe Cocuzzo, Victor Sproles, 1974
- Like Someone in Love con Tal Farlow, Derek Smith, George Duvivier, Ronnie Bedford, 1977
- Jazz Party: First Time Together con Terry Gibbs, 1981, Palo Alto Records
- Hark con Joe Pass, Oscar Peterson, Martin Drew, Niels-Henning Ørsted Pedersen, 1985
- Holiday for Swing con John Campbell, Terry Gibbs, Todd Coolman, Gerry Gibbs, 1988
- Born to Swing! con Al Grey, Lin Biviano, Dave Cooper, Denis DiBlasio, Donald Downs, Pete Jackson, Larry McKenna, George Rabbai, Joe Sudler, Tony Desantis, Dom Fiori, Wendell Hobbs, Tony Vigilante, Zeigenfus, Brian Pastor, John Simon, 1988
- Chip off the Old Bop con Jimmy Cobb, Keter Betts, Joe Cohn, Larry Novak, 1992
- Buenos Aires Concerts Conciertos en vivo con Jorge Lopez Ruiz, Ricardo Lew, Jorge Navarro, 1995
- Mr. Lucky, Conciertos en vivo con Albert Dailey, George Duvivier, Ronnie Bedford, Joe Cohn, 1981/1997
- Buddy DeFranco & Oscar Peterson Play George Gershwin con Herb Ellis, Oscar Peterson, Marty Berman, Ray Brown, Nick Dimaio, Jack Dumont, David Frisina, Louis Kievman, Dan Lube, Rickey Marino, Murray McEachern, Dick Noel, Richard Perissi, Mischa Russell, Marshall Sosson, Bobby White, Kurt Reher, Eudice Shapiro, Sam Caplan, Julie Jacobs, Henry Hill, 1998
- Gone with the Wind con Todd Coolman, Jerry Coleman, 1999
- Do Nothing Till You Hear from Us con Dave McKenna, Joe Cohn, 1999
- Cookin' the Books con Butch Miles, John Pizzarelli, Martin Pizzarelli, Raymond Louis Kennedy, 2004
- Wailers con Harry "Sweets" Edison, Barney Kessel, Jimmy Rowles, 2006
- Nobody Else But Me

Con Dizzy Gillespie
- The Complete RCA Victor Recordings (Bluebird, 1937-1949, [1995])